# Grot van Beldibi
De Grot van Beldibi is een archeologische vindplaats in de provincie Antalya (Turkije). Deze grot werd bewoond tijdens het epipaleolithicum (8.000 - 7.000 v.Chr.). Dit is de laatste fase van de volkeren van jager-verzamelaars, voor de domesticatie van dieren.

## Vondsten
Het gaat om een beschutte plaats in de rotsen. Op de rotswanden zijn figuratieve schilderingen aangebracht, enerzijds van een gehoornde sjamaanfiguur, anderzijds van een groep dieren. Mogelijk stelt dit het dierenoffer voor als prefiguratie van de domesticatie. Verder werden in de bodem stenen werktuigen gevonden.
Er wordt uitgegaan van een gedeelde cultuur met de bewoners van de Grot van Belbaşı.
Vondsten uit deze grot zijn tentoongesteld in het Museum van Antalya.